# Copa do Mundo FIFA de 2010 – Grupo A

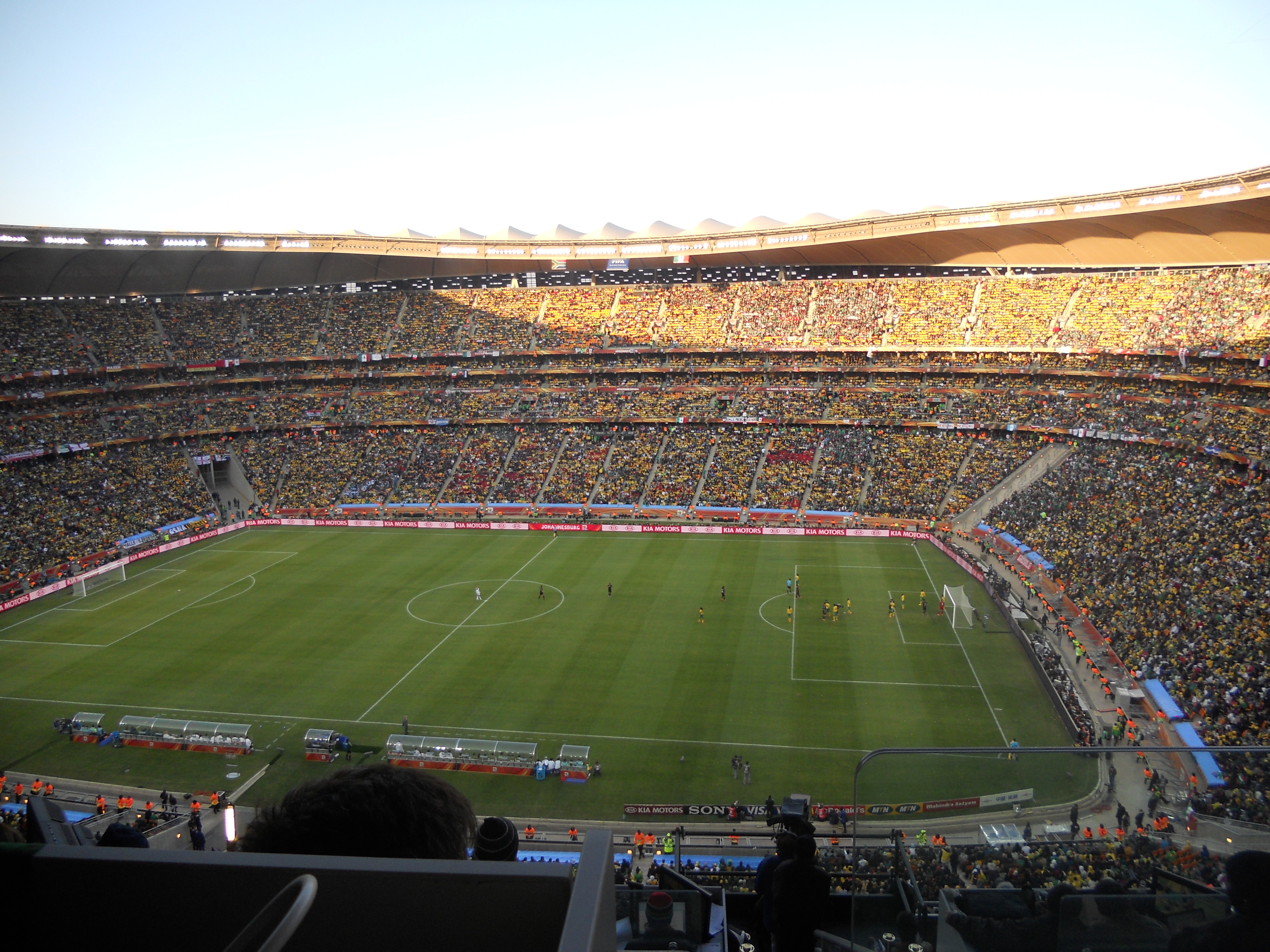
O jogo de abertura da Copa do Mundo de 2010.

O grupo A da Copa do Mundo FIFA de 2010 foi disputado de 11 a 22 de junho de 2010 pelas seleções da França, do México, do Uruguai e do país-sede África do Sul. França e Uruguai se enfrentaram anteriormente na Copa do Mundo de 2002, numa partida que terminou em 0 a 0 (assim como a partida entre as duas seleções em 2010). Esta foi a segunda vez em que França, México e Uruguai caíram no mesmo grupo que a seleção da nação sede; na Copa de 1966 eles haviam disputado com a Inglaterra no grupo 1, do qual a Inglaterra e o Uruguai saíram classificados.
O Uruguai, seleção vitoriosa deste grupo, encontrou nas oitavas-de-final a Coreia do Sul, segunda colocada do grupo B. Já o México, segundo colocado no grupo A, classificou-se para enfrentar a Argentina, vencedora do grupo B. A África do Sul se tornou o primeiro país-sede da história das Copas a não conseguir avançar para as oitavas-de-final, por finalizar com saldo de gols inferior ao do México na classificação do grupo.

## Encontros anteriores em Copas do Mundo
- África do Sul x México: Nenhum encontro

- Uruguai x França:
  - 1966, Fase de grupos: Uruguai 2-1 França
  - 2002, Fase de grupos: França 0-0 Uruguai

- África do Sul x Uruguai: Nenhum encontro

- França x México:
  - 1930, Fase de grupos: França 4-1 México
  - 1954, Fase de grupos: França 3-2 México
  - 1966, Fase de grupos: França 1-1 México

- México x Uruguai:
  - 1966, Fase de grupos: México 0-0 Uruguai

- França x África do Sul:
  - 1998, Fase de grupos: França 3-0 África do Sul

## Classificação
| Pos | Equipe            | Pts | J | V | E | D | GP | GC | SG | Classificado      |
| --- | ----------------- | --- | - | - | - | - | -- | -- | -- | ----------------- |
| 1   | Uruguai           | 7   | 3 | 2 | 1 | 0 | 4  | 0  | +4 | Fase eliminatória |
| 2   | México            | 4   | 3 | 1 | 1 | 1 | 3  | 2  | +1 | Fase eliminatória |
| 3   | África do Sul (H) | 4   | 3 | 1 | 1 | 1 | 3  | 5  | −2 | Eliminado         |
| 4   | França            | 1   | 3 | 0 | 1 | 2 | 1  | 4  | −3 | Eliminado         |

## Resultados
As partidas estão no fuso horário da África do Sul (UTC+2).

### África do Sul – México
| 11 de junho | África do Sul  | 1 – 1     | México      | Soccer City, Joanesburgo                     |
| 16:00       | Tshabalala 55' | Relatório | Márquez 79' | Público: 84 490 Árbitro: UZB Ravshan Irmatov |

| África do Sul | México |

| G                       | 16 | Itumeleng Khune        |     |     |
| LD                      | 2  | Siboniso Gaxa          |     |     |
| Z                       | 4  | Aaron Mokoena          |     |     |
| Z                       | 20 | Bongani Khumalo        |     |     |
| LE                      | 15 | Lucas Thwala           |     | 46' |
| V                       | 13 | Kagisho Dikgacoi       | 27' |     |
| V                       | 12 | Reneilwe Letsholonyane |     |     |
| M                       | 8  | Siphiwe Tshabalala     |     |     |
| M                       | 11 | Teko Modise            |     |     |
| M                       | 10 | Steven Pienaar         |     | 83' |
| A                       | 9  | Katlego Mphela         |     |     |
| Substituições:          |    |                        |     |     |
| LE                      | 3  | Tsepo Masilela         | 70' | 46' |
| A                       | 17 | Bernard Parker         |     | 83' |
| Treinador:              |    |                        |     |     |
| Carlos Alberto Parreira |    |                        |     |     |

| G              | 1  | Óscar Pérez         |     |     |
| LD             | 12 | Paul Aguilar        |     | 55' |
| Z              | 5  | Ricardo Osorio      |     |     |
| Z              | 2  | Francisco Rodríguez |     |     |
| LE             | 3  | Carlos Salcido      |     |     |
| Z              | 4  | Rafael Márquez      |     |     |
| V              | 16 | Efraín Juárez       | 18' |     |
| V              | 6  | Gerardo Torrado     | 57' |     |
| M              | 17 | Giovani dos Santos  |     |     |
| A              | 11 | Carlos Vela         |     | 69' |
| A              | 9  | Guillermo Franco    |     | 73' |
| Substituições: |    |                     |     |     |
| M              | 18 | Andrés Guardado     |     | 55' |
| A              | 10 | Cuauhtémoc Blanco   |     | 69' |
| A              | 14 | Javier Hernández    |     | 73' |
| Treinador:     |    |                     |     |     |
| Javier Aguirre |    |                     |     |     |

Homem da partida
- Siphiwe Tshabalala

### Uruguai – França

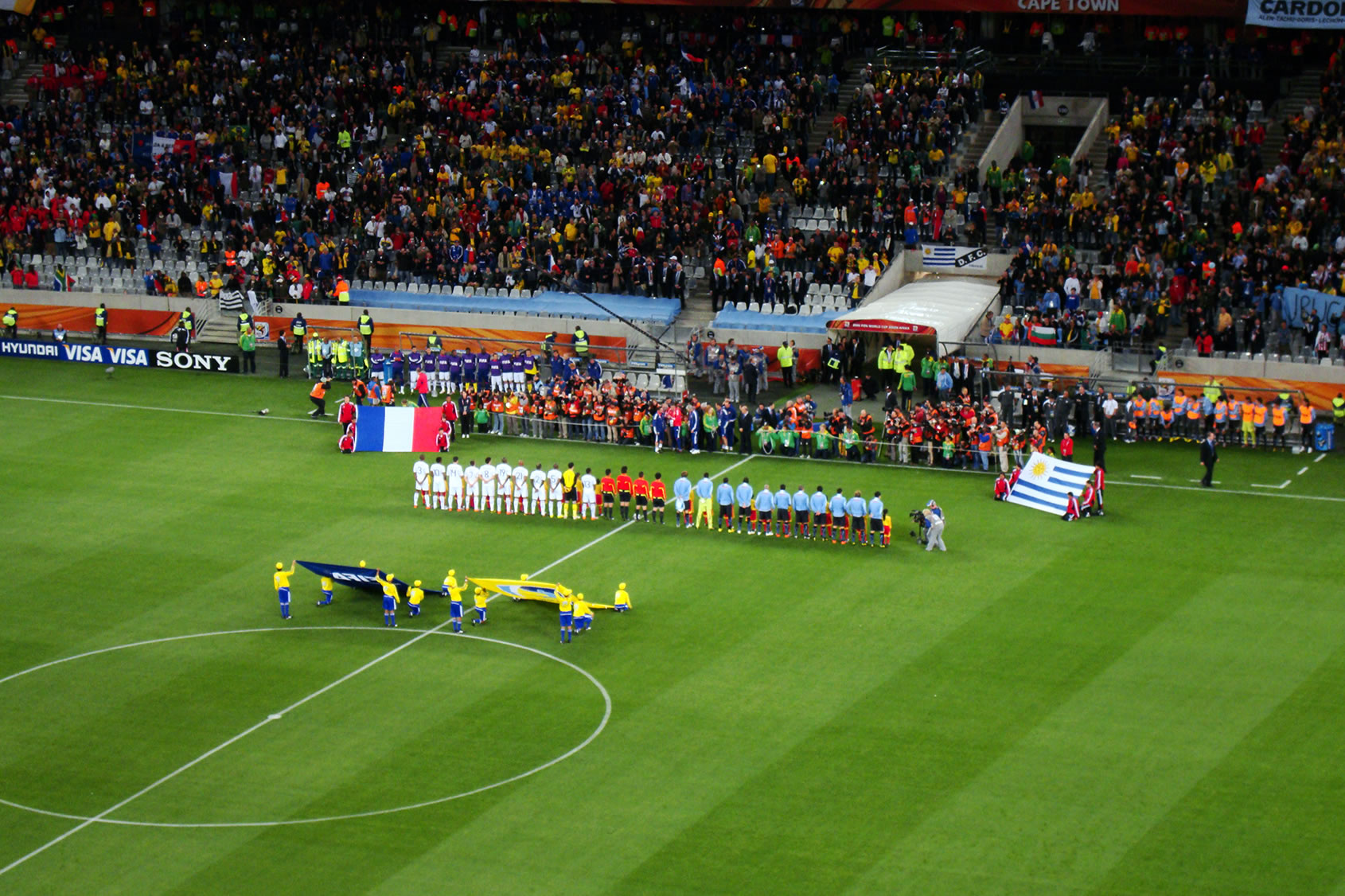
França – Uruguai

| 11 de junho | Uruguai | 0 – 0     | França | Green Point Stadium, Cidade do Cabo           |
| 20:30       |         | Relatório |        | Público: 64 100 Árbitro: JPN Yuichi Nishimura |

| Uruguai | França |

| G              | 1  | Fernando Muslera   |          |     |
| LD             | 16 | Maxi Pereira       |          |     |
| Z              | 2  | Diego Lugano       | 90+3'    |     |
| Z              | 3  | Diego Godín        |          |     |
| Z              | 6  | Mauricio Victorino | 59'      |     |
| LE             | 11 | Álvaro Pereira     |          |     |
| V              | 15 | Diego Pérez        |          | 88' |
| V              | 17 | Egidio Arévalo     |          |     |
| M              | 18 | Ignacio González   |          | 63' |
| A              | 9  | Luis Suárez        |          | 74' |
| A              | 10 | Diego Forlán       |          |     |
| Substituições: |    |                    |          |     |
| V              | 8  | Sebastián Eguren   |          | 88' |
| M              | 14 | Nicolás Lodeiro    | 65', 81' | 63' |
| A              | 13 | Sebastián Abreu    |          | 74' |
| Treinador:     |    |                    |          |     |
| Oscar Tabárez  |    |                    |          |     |

| G                | 1  | Hugo Lloris         |     |     |
| LD               | 2  | Bacary Sagna        |     |     |
| Z                | 5  | William Gallas      |     |     |
| Z                | 3  | Éric Abidal         |     |     |
| LE               | 13 | Patrice Evra        | 12' |     |
| V                | 14 | Jérémy Toulalan     | 68' |     |
| V                | 19 | Abou Diaby          |     |     |
| M                | 7  | Franck Ribéry       | 19' |     |
| M                | 8  | Yoann Gourcuff      |     | 75' |
| A                | 10 | Sidney Govou        |     | 85' |
| A                | 21 | Nicolas Anelka      |     | 72' |
| Substituições:   |    |                     |     |     |
| M                | 15 | Florent Malouda     |     | 75' |
| A                | 11 | André-Pierre Gignac |     | 85' |
| A                | 12 | Thierry Henry       |     | 72' |
| Treinador:       |    |                     |     |     |
| Raymond Domenech |    |                     |     |     |

Homem da partida
- Diego Forlán

### África do Sul – Uruguai
| 16 de junho | África do Sul | 0 – 3     | Uruguai                                  | Loftus Versfeld Stadium, Pretória            |
| 20:30       |               | Relatório | Forlán 24', 80' (pen) · A. Pereira 90+5' | Público: 42 658 Árbitro: SUI Massimo Busacca |

| África do Sul | Uruguai |

| G                       | 16 | Itumeleng Khune        | Penalizado · Penalizado · Expulso |     |
| LD                      | 2  | Siboniso Gaxa          |                                   |     |
| Z                       | 4  | Aaron Mokoena          |                                   |     |
| Z                       | 20 | Bongani Khumalo        |                                   |     |
| LE                      | 3  | Tsepo Masilela         |                                   |     |
| V                       | 12 | Reneilwe Letsholonyane |                                   | 57' |
| V                       | 13 | Kagisho Dikgacoi       | 42'                               |     |
| M                       | 8  | Siphiwe Tshabalala     |                                   |     |
| M                       | 11 | Teko Modise            |                                   |     |
| A                       | 9  | Katlego Mphela         |                                   |     |
| A                       | 10 | Steven Pienaar         | 6'                                | 79' |
| Substituições:          |    |                        |                                   |     |
| G                       | 1  | Moeneeb Josephs        |                                   | 79' |
| A                       | 19 | Surprise Moriri        |                                   | 57' |
| Treinador:              |    |                        |                                   |     |
| Carlos Alberto Parreira |    |                        |                                   |     |

| G              | 1  | Fernando Muslera    |  |     |
| LD             | 16 | Maxi Pereira        |  |     |
| Z              | 2  | Diego Lugano        |  |     |
| Z              | 3  | Diego Godín         |  |     |
| LE             | 4  | Jorge Fucile        |  | 71' |
| V              | 15 | Diego Pérez         |  | 90' |
| V              | 17 | Egidio Arévalo      |  |     |
| M              | 10 | Diego Forlán        |  |     |
| M              | 11 | Álvaro Pereira      |  |     |
| A              | 7  | Edinson Cavani      |  | 89' |
| A              | 9  | Luis Suárez         |  |     |
| Substituições: |    |                     |  |     |
| V              | 5  | Walter Gargano      |  | 90' |
| V              | 20 | Álvaro Fernández    |  | 71' |
| A              | 21 | Sebastián Fernández |  | 89' |
| Treinador:     |    |                     |  |     |
| Oscar Tabárez  |    |                     |  |     |

Homem da partida
- Diego Forlán

### França – México
| 17 de junho | França | 0 – 2     | México                           | Peter Mokaba Stadium, Polokwane               |
| 20:30       |        | Relatório | Hernández 64' · Blanco 79' (pen) | Público: 35 370 Árbitro: KSA Khalil Al Ghamdi |

| França | México |

| G                | 1  | Hugo Lloris         |       |     |
| LD               | 2  | Bacary Sagna        |       |     |
| Z                | 3  | Éric Abidal         | 78'   |     |
| Z                | 5  | William Gallas      |       |     |
| LE               | 13 | Patrice Evra        |       |     |
| V                | 14 | Jérémy Toulalan     | 45+1' |     |
| V                | 19 | Abou Diaby          |       |     |
| M                | 7  | Franck Ribéry       |       |     |
| M                | 10 | Sidney Govou        |       | 69' |
| M                | 15 | Florent Malouda     |       |     |
| A                | 21 | Nicolas Anelka      |       | 46' |
| Substituições:   |    |                     |       |     |
| M                | 20 | Mathieu Valbuena    |       | 69' |
| A                | 11 | André-Pierre Gignac |       | 46' |
| Treinador:       |    |                     |       |     |
| Raymond Domenech |    |                     |       |     |

| G              | 1  | Óscar Pérez        |     |     |
| LD             | 5  | Ricardo Osorio     |     |     |
| Z              | 2  | Javier Rodríguez   | 82' |     |
| Z              | 15 | Héctor Moreno      | 49' |     |
| LE             | 3  | Carlos Salcido     |     |     |
| V              | 4  | Rafael Márquez     |     |     |
| V              | 16 | Efraín Juárez      | 48' | 55' |
| V              | 6  | Gerardo Torrado    |     |     |
| M              | 17 | Giovani dos Santos |     |     |
| M              | 11 | Carlos Vela        |     | 31' |
| A              | 9  | Guillermo Franco   | 4'  | 62' |
| Substituições: |    |                    |     |     |
| M              | 7  | Pablo Barrera      |     | 31' |
| A              | 10 | Cuauhtémoc Blanco  |     | 62' |
| A              | 14 | Javier Hernández   |     | 55' |
| Treinador:     |    |                    |     |     |
| Javier Aguirre |    |                    |     |     |

Homem da partida
- Javier Hernández

### México – Uruguai
| 22 de junho | México | 0 – 1     | Uruguai    | Royal Bafokeng Stadium, Rustenburgo        |
| 16:00       |        | Relatório | Suárez 43' | Público: 33 425 Árbitro: HUN Viktor Kassai |

| México | Uruguai |

| G              | 1  | Óscar Pérez         |     |     |
| LD             | 5  | Ricardo Osorio      |     |     |
| Z              | 2  | Francisco Rodríguez |     |     |
| Z              | 15 | Héctor Moreno       |     | 57' |
| LE             | 3  | Carlos Salcido      |     |     |
| V              | 4  | Rafael Márquez      |     |     |
| V              | 6  | Gerardo Torrado     |     |     |
| M              | 10 | Cuauhtémoc Blanco   |     | 63' |
| M              | 17 | Giovani dos Santos  |     |     |
| M              | 18 | Andrés Guardado     |     | 46' |
| A              | 9  | Guillermo Franco    |     |     |
| Substituições: |    |                     |     |     |
| M              | 7  | Pablo Barrera       |     | 46' |
| M              | 8  | Israel Castro       | 86' | 57' |
| A              | 14 | Javier Hernández    | 77' | 63' |
| Treinador:     |    |                     |     |     |
| Javier Aguirre |    |                     |     |     |

| G              | 1  | Fernando Muslera   |     |     |
| LD             | 16 | Maxi Pereira       |     |     |
| Z              | 2  | Diego Lugano       |     |     |
| Z              | 6  | Mauricio Victorino |     |     |
| LE             | 4  | Jorge Fucile       | 68' |     |
| V              | 15 | Diego Pérez        |     |     |
| V              | 17 | Egidio Arévalo     |     |     |
| M              | 10 | Diego Forlán       |     |     |
| M              | 11 | Álvaro Pereira     |     | 77' |
| A              | 7  | Edinson Cavani     |     |     |
| A              | 9  | Luis Suárez        |     | 85' |
| Substituições: |    |                    |     |     |
| Z              | 19 | Andrés Scotti      |     | 77' |
| V              | 20 | Álvaro Fernández   |     | 85' |
| Treinador:     |    |                    |     |     |
| Oscar Tabárez  |    |                    |     |     |

Homem da partida
- Luis Suárez

### França – África do Sul
| 22 de junho | França      | 1 – 2     | África do Sul            | Free State Stadium, Bloemfontein        |
| 16:00       | Malouda 70' | Relatório | Khumalo 20' · Mphela 37' | Público: 39 415 Árbitro: COL Óscar Ruiz |

| França | África do Sul |

| G                | 1  | Hugo Lloris         |     |     |
| LD               | 2  | Bacary Sagna        |     |     |
| Z                | 5  | William Gallas      |     |     |
| Z                | 17 | Sébastien Squillaci |     |     |
| LE               | 22 | Gaël Clichy         |     |     |
| V                | 18 | Alou Diarra         |     | 82' |
| V                | 19 | Abou Diaby          | 71' |     |
| M                | 7  | Franck Ribéry       |     |     |
| M                | 8  | Yoann Gourcuff      | 25' |     |
| A                | 9  | Djibril Cissé       |     | 55' |
| A                | 11 | André-Pierre Gignac |     | 46' |
| Substituições:   |    |                     |     |     |
| M                | 15 | Florent Malouda     |     | 46' |
| A                | 10 | Sidney Govou        |     | 82' |
| A                | 12 | Thierry Henry       |     | 55' |
| Treinador:       |    |                     |     |     |
| Raymond Domenech |    |                     |     |     |

| G                       | 1  | Moeneeb Josephs    |  |     |
| LD                      | 5  | Anele Ngcongca     |  | 55' |
| Z                       | 4  | Aaron Mokoena      |  |     |
| Z                       | 20 | Bongani Khumalo    |  |     |
| LE                      | 3  | Tsepo Masilela     |  |     |
| V                       | 6  | MacBeth Sibaya     |  |     |
| V                       | 23 | Thanduyise Khuboni |  | 78' |
| M                       | 8  | Siphiwe Tshabalala |  |     |
| M                       | 10 | Steven Pienaar     |  |     |
| A                       | 9  | Katlego Mphela     |  |     |
| A                       | 17 | Bernard Parker     |  | 68' |
| Substituições:          |    |                    |  |     |
| LD                      | 2  | Siboniso Gaxa      |  | 55' |
| M                       | 11 | Teko Modise        |  | 78' |
| A                       | 18 | Siyabonga Nomvethe |  | 68' |
| Treinador:              |    |                    |  |     |
| Carlos Alberto Parreira |    |                    |  |     |

Homem da partida
- Katlego Mphela